# Arrêt de gaine

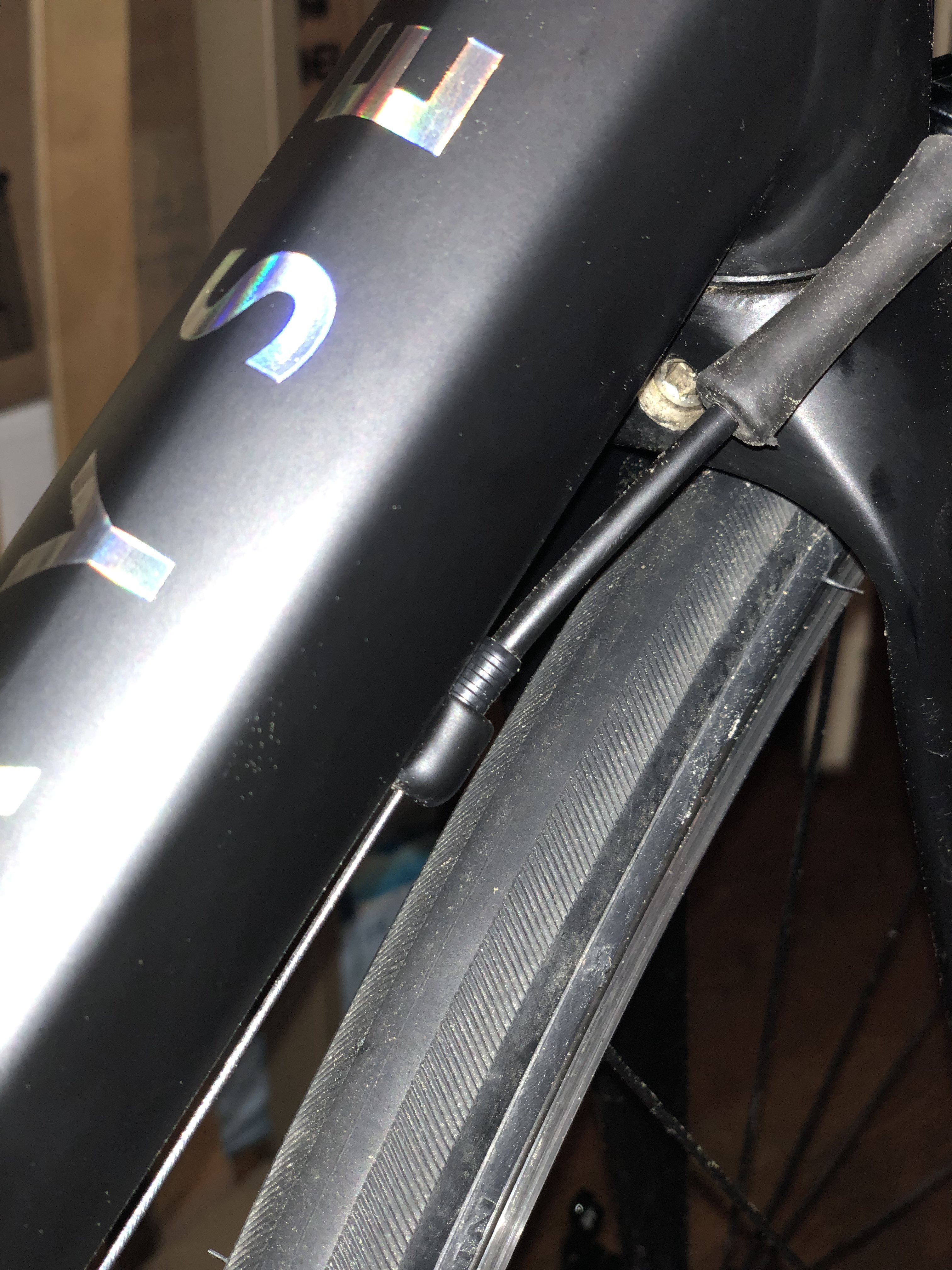
Arrêt de gaine fixé sur un cadre

Un arrêt de gaine est un petit embout se vissant à la fin d'une gaine pour éviter qu'elle ne s'abîme.

## Histoire
L'invention des premiers freins en 1860, puis des premiers freins à mâchoires en 1873, a découlé naturellement de gaines pour protéger les câbles de frein et donc d'arrêt de gaine pour en limiter l'usure. Cette pièce n'a pas connu d'évolution notable depuis lors, et il n’existe, aujourd’hui, aucune marque proposant exclusivement des arrêts de gaine pour des raisons évidentes de profits et de demande.
Toutefois on peut citer des marques vendant ce produit tel que Decathlon , Shimano et bien d'autres marques de transmission ou de marques génériques.

## Matière
On compte, de nos jours, de nombreuses matières afin de couvrir un large panel d'offre:
- Arrêt de gaine en plastique
- Arrêt de gaine en aluminium
- Arrêt de gaine en titane
- Arrêt de gaine en carbone